# Jan Koopmans
Jan Koopmans (Sliedrecht, 26 mei 1905 - Amsterdam, 24 maart 1945) was een Nederlands theoloog die onder meer bekendheid verkreeg vanwege zijn proefschrift over het oud-kerkelijk dogma. Hij was predikant in de Nederlandse Hervormde Kerk. In 1945 kwam hij op 39-jarige leeftijd door een verdwaalde Duitse kogel om het leven.

## Levensloop
Koopmans volgde aanvankelijk de opleiding tot leraar aan de HBS in Bussum. Zijn vader stond aanvankelijk huiverig ten opzichte van diens roeping als predikant, omdat dominees op een voetstuk worden geplaatst en naar de mond worden gepraat. Hij gebruikte onder meer de term 'karakterbedervend'. Desondanks gaf hij loyaal zijn medewerking. Koopmans studeerde theologie in Utrecht.
Na zijn studie werd hij in 1928 predikant in Elkerzee op het Zeeuwse eiland Schouwen. Na daar drie jaar gediend te hebben, nam hij het beroep van 's-Heer Hendrikskinderen aan. Dit was een kleinere gemeente vlak bij Goes, zodat er meer tijd vrijkwam voor studie. Van hieruit deed hij in 1934 het doctoraal examen. Het thema van de scriptie was: Luther en Melanchthon over het gezag der kerk. Een nadere uitwerking van dat thema legde Koopmans in 1938 op tafel, toen hij promoveerde op de dissertatie Het oudkerkelijk dogma in de Reformatie, bepaaldelijk bij Calvijn.
Adolf von Harnack had in zijn Lehrbuch der Dogmengeschichte beweerd dat de Reformatie feitelijk geen affiniteit had met het klassieke dogma van de Kerk (de Tweenaturenleer en het dogma van de Drie-eenheid). Hun vasthouden eraan was – volgens Von Harnack – weinig anders dan een lippendienst. Bij hen was de godsdienst een zaak van het innerlijk geworden, een directe verhouding van de mens tot God, waar de ‘filosofische bouwsels’ van het dogma nog wel bij genoemd werden, maar niet werkelijk functioneerden. Koopmans wilde laten zien dat dat beeld onjuist was.
In 1939 wordt Koopmans bijbelstudiesecretaris van de Nederlandse Christen Studentenvereniging (NCSV). Vanuit die functie had hij ook regelmatig contact met de Bekennende Kirche in Duitsland. In datzelfde jaar verscheen een commentaar op de Nederlandse Geloofsbelijdenis.

## Duitse bezetting
Aan het begin van de Duitse bezetting diende elke overheidsambtenaar een verklaring te tekenen dat hij niet van Joodse bloed was, de zogeheten Ariërverklaring. Koopmans schreef in november 1940 in reactie daarop de brochure Bijna te Laat! waarin hij een hartstochtelijk appel deed op de Nederlandse kerk en het Nederlandse volk om de Joden niet te verraden. In 1941 verscheen van zijn hand de verklaring Wat wij wel en wat wij niet geloven, met de verwerping van het antisemitisme als ‘een van de hardnekkigste en dodelijkste vormen van verzet tegen de heilige en barmhartige God, wiens Naam wij belijden’.
In 1941 werd hij ook beroepen als predikant door een Hervormde gemeente in Amsterdam. Hij probeerde daarbij zo veel mogelijk Joodse mensen te helpen. Vanuit zijn functie onderhield hij ook contact met de Duitsers en protesteerde regelmatig tegen de behandeling van de Joden door de bezetter. Om arrestatie te voorkomen 'logeerde' Koopmans in de laatste maanden van de oorlog regelmatig op een ander adres.

### Overlijden
Op 12 maart 1945 werden bij het Weteringplantsoen 30 personen, waaronder een 15-jarige jongen, in koelen bloede door de Duitsers gefusilleerd. Het was een represaillemaatregel voor het doodschieten van een S.D-er, Weener, in een portiek van een woning aan de Stadhouderskade. Een van de kogels vloog over het hoofd van de slachtoffers en trof Koopmans, die vanuit zijn onderduikadres op de Stadhouderskade toekeek, in het hoofd. Twaalf dagen later overleed hij aan zijn verwondingen.

### Postuum uitgebracht werk
- De tien geboden. In aansluiting aan den Heidelbergschen Catechismus uitgelegd, Callenbach, Nijkerk 1946
- Laatste postille, geredigeerd door K.H. Miskotte, Nijkerk 1947
- Het woord onder ons. Fragment, opgenomen in De wegen van het woord. Het evangelie naar Johannes, p. 308—327, Dr. E.L. Smelik, uitg. Callenbach, Nijkerk 1948
- Onder het Woord. Verzamelde opstellen, bijeengebracht en ingeleid door K.H. Kroon, 1949

### Secundaire literatuur
- Dienaar tot de oogst. Een beeld van zijn persoon en werk. Geredigeerd door G.W. Marchal, Den Haag 1985
- Jan Koopmans (1905-1945). Theoloog bij de tijd, G.C. den Hertog & G.W. Neven, uitg. Kok ten Have, 2008
- Fantasie "Bijna te laat" voor orgel, opus 133 André de Jager. Voor Wijtske, zijn oudste dochter, ter herinnering aan dr. Jan Koopmans. 2017.
- Het spreken van de kerk in de theologie van dr. J. Koopmans, C.C. den Hertog, KokBoekencentrum, Utrecht, 2018

- Biografisch Portaal: 03641886
- Digitale Bibliotheek voor de Nederlandse Letteren: koop062
- Gemeinsame Normdatei: 136764258
- International Standard Name Identifier: 0000 0000 5529 1168
- Library of Congress Control Number: n85221559
- Nationale Bibliotheek van Tsjechië: jo20010086934
- Nederlandse Thesaurus van Auteursnamen: 068412460
- Système universitaire de documentation: 085535559
- Virtual International Authority File: 69412666
- WorldCat: E39PBJqQC68yXJT8qJmHr3CPcP